# Pennenfeld
Pennenfeld (im lokalen Dialekt Pennefeld gesprochen) ist ein Ortsteil der Bundesstadt Bonn im Stadtbezirk Bad Godesberg. Südlich vom Godesberger Zentrum gelegen, ist es umgeben von den Ortsteilen Muffendorf, Lannesdorf, Rüngsdorf und Alt-Godesberg. Der südliche Teil Pennenfelds wird auch als Pennenfeld-Lannesdorf und der nördliche als Pennenfeld-Muffendorf bezeichnet. 
Bis zur Mitte des 20. Jahrhunderts war diese Fläche noch unbebaute Feldlandschaft. Erst im Zuge der Umgestaltung Bonns zur Bundeshauptstadt kam es zur Errichtung umfangreicher Neubausiedlungen, darunter einer HICOG-Siedlung (HICOG-Siedlung Muffendorf/Pennenfeld), und zur Ansiedlung mehrerer Schulen.
Mit der Robert-Koch-Gemeinschaftsgrundschule, dem Konrad-Adenauer-Gymnasium, Amos-Comenius-Gymnasium, der Gertrud-Bäumer-Realschule und Carl-Schurz-Realschule und der Johannes-Rau-Hauptschule bildet Pennenfeld den Schwerpunkt der Schullandschaft in Bad Godesberg. 
Weiterhin finden sich die evangelische Johanneskirche und die katholische Kirche St. Albertus Magnus sowie der Sportpark Pennenfeld an der Grenze zu Lannesdorf.

## Quartiersmanagement Pennenfeld
Seit Oktober 2009 gibt es im Pennenfeld ein Quartiersmanagement. Das Projekt „Wohnen im Pennenfeld – Zuhause im Pennenfeld“ wird von vier Partnern betrieben: der VEBOWAG, der Bundesstadt Bonn, der Arbeiterwohlfahrt (AWO) Ortsverein Bad Godesberg e. V. und dem Caritasverband für die Stadt Bonn e. V. Das gemeinsame Ziel des Quartiersmanagements ist die Steigerung der allgemeinen Lebensqualität in Pennenfeld. Die Lebens- und Wohnverhältnisse sollen gemeinsam mit den Bürgern von Pennenfeld verbessert werden.